# Bodafors köping
Bodafors köping var en kommun i Jönköpings län.

## Administrativ historik
Bodafors köping bildades 1930 genom en utbrytning ur Norra Sandsjö landskommun. Köpingen uppgick 1971 i den då nybildade Nässjö kommun.
Norra Sandsjö församling var både landskommunens och köpingens församling.

## Köpingvapen
Blasonering: I fält av guld en röd bjälke belagd med en hyvel av guld.
Vapnet, vars hyvel syftar på möbelindustrin, fastställdes av Kungl Maj:t år 1948 för Bodafors köping. Det förlorade sin officiella giltighet 1971, men används 2010 av Bodafors samhällsförening.

## Geografi
Bodafors köping omfattade den 1 januari 1952 en areal av 10,86 km², varav 10,71 km² land. Efter nymätningar och arealberäkningar färdiga den 1 januari 1957 omfattade köpingen den 1 november 1960 en areal av 11,47 km², varav 10,83 km² land.

### Tätorter i köpingen 1960
I Bodafors köping fanns tätorten Bodafors, som hade 2 409 invånare den 1 november 1960. Tätortsgraden i köpingen var då 95,6 procent.

## Politik

### Mandatfördelning i valen 1938–1966
| 8 | 3 | 1 | 1 | 4 | 3 |

| 20 |

| 11 | 3 |  | 2 | 6 | 2 |

| 25 |

| 4 | 10 | 3 | 6 | 2 |

| 25 |

| 12 | 7 | 6 |

| 25 |

| 3 | 12 | 2 | 6 | 2 |

| 24 |

| 13 | 3 | 6 | 3 |

| 24 |

| 13 | 3 | 7 | 2 |

| 23 |

| 11 | 5 | 6 | 3 |

| 23 |